# 林恩·H·尼古拉斯
林恩·H·尼古拉斯（英語：Lynn H. Nicholas）是一位美国历史学家，曾获法國榮譽軍團勳章和美国国家书评人协会奖，主要作品有《劫掠欧罗巴：西方艺术珍品在二战中的命运》（The Rape of Europa: The Fate of Europe’s Treasures in the Third Reich and the Second World War）等。